# Montain
Montain är en kommun i departementet Jura i regionen Bourgogne-Franche-Comté i östra Frankrike. Kommunen ligger i kantonen Voiteur som tillhör arrondissementet Lons-le-Saunier. År 2022 hade Montain 484 invånare.

## Befolkningsutveckling
Antalet invånare i kommunen Montain
Referens:INSEE